# Anton Heida
Anton Heida, (outubro de 1878 - desc.) foi um ginasta que competiu em provas de ginástica artística pelos Estados Unidos.
Heida é o campeão nacional de 1902, na prova do salto e fez parte da equipe do ginásio Turngemeinde Philadelphia. Como a época em que tornou-se ginasta não contava com numerosas competições internacionais, não tinha os Estados Unidos como membro da Federação Internacional de Ginástica e nem inserira as participações femininas no cronograma, Anton fez sua estreia em 1904, aos 26 anos, nos Jogos Olímpicos de St. Louis. Neles, conquistou seis medalhas, tornando-se um dos primeiros estadunidenses mais bem sucedidos em competições deste nível.
Realizada em outubro, esta edição olímpica contou com um evento retirado do cronograma: os exercícios combinados. Anton conquistou a medalha de ouro nele e em mais três disputas: concurso geral, barra fixa - empatado com Edward Hennig - salto - empatado com George Eyser - e cavalo com alças. Nas barras paralelas, foi o medalhista de prata.